# Kevin Maxwell
Kevin Preston Maxwell (Kanada, Alberta, Edmonton, 1960. március 30. –) profi jégkorongozó.

## Karrier
Junior karrierjét a BCJHL-es Penticton Veesben kezdte az 1976–1977-es szezonban és következő szezonban is itt játszott. Ezután az Észak-Dakota Egyetemre ment és itt egy szezont játszott az egyetemi csapatban. Az 1979-es NHL-drafton a Minnesota North Stars választotta ki a harmadik kör 63. helyén. 1979–1980-ban a kanadai válogatottban játszott és képviselte hazáját az 1980-as téli olimpián. A CHL-es Oklahoma City Starsban kezdett játszani majd a Minnesota felhívta őt az NHL-be. A szezon végén a rájátszásban elvesztették a Stanley-kupa döntőt a New York Islanders ellen. A következő idényt a Nashville South Starsban, a Colorado Rockies és a Minnesota North Starsban töltötte. Az 1982–1983-as idényt a Wichita Windben játszotta a CHL-ben. 1983-ban felkerült az AHL-es Maine Marinersba majd az NHL-es New Jersey Devilsbe. Ezután már csak az AHL-ben játszott két-két idényt a Maine Marinersban és a Hershey Bearsben. 1988-ban vonult vissza.

## Edzői karrier
Visszavonulása után nem sokkal a Philadelphia Flyers játékos megfigyelője lett és 1991 novemberig be is töltötte ezt a pozíciót. 1991. november 11-én kinevezték a Western Hockey League-es Brandon Wheat Kings edzőjének. Mindössze egy évig volt ennél a csapatnál edző. 1992 nyara és 1996 közepe között a Hartford Whalersnél töltött be több féle pozíciót, de leginkább játékos megfigyelő volt. Ezután 10 évig (1996–2006) a New York Islandersnél volt játékos megfigyelő. Utoljára a Dallas Starsnál dolgozott szintén, mint játékos megfigyelő. Ez 2007-ben volt.

## Díjai
- WCHA Első All-Star Csapat: 1979
- WCHA Freshman of the Year: 1979
- NCAA Nyugat Első All-American Csapat: 1979
- Calder-kupa: 1984, 1988

## Rekordjai
- Legtöbb pont, mint elsőéves játékos az Észak-Dakotai Egyetem színeiben: 82 (1978–1979)
- Legtöbb assziszt, mint elsőéves játékos az Észak-Dakotai Egyetem színeiben: 51 (1978–1979)